# Alexia Mouza
Alexia Mouza es una pianista de música clásica nacida en Grecia y nacionalidad venezolana.

## Biografía
Alexia Mouza Arenas nació en Atenas, Grecia, el 5 de noviembre de 1989.
Comenzó sus estudios musicales con su madre, Patricia Arenas. Estudió con los profesores Leonid Margarius y Anna Kravtchenko en la Academia Internacional de Piano de Imola (Italia) desde 1999 y en la Fundación Onassis de 2001 a 2003. Está incluida en el programa de Buchmann-Mehta School of Music de Tel Aviv, Israel, con Arie Vardi.  Actualmente estudia para el Diploma de Artista en el College de la Universidad de Boston de Bellas Artes, con el profesor Boaz Sharon.
Ha dado recitales en Italia con la Orquesta Filarmónica Mihail Jora de Bacau, en la Sala Verdi de Milán y en el Teatro Sociale de Como. También ha dado recitales en el Megaron Mousikis de Atenas, el Konzerthaus de Berlín, la Academia Filarmónica de Bolonia y la sala de conciertos de Hong Kong. Ha participado en festivales internacionales como el Sächsisches Mozartfest (Alemania), la Semaine musicale (Suiza), el Festival Internacional de Mozart en Hokkaido (Japón), el Festival Internacional de Música de Santorini (Grecia) y el Festival MITO (Italia). Ha dado recitales y clases magistrales en Venezuela para la formación de los jóvenes pianistas.
Ha grabado dos DVD/CD, con obras como el Concierto para tres pianos de Mozart, con la Orquesta Haydn de Bolzano, o un recital con música de Beethoven, Chopin, Mozart y Schumann.

## Premios
- Primer premio en el Concurso Internacional de Piano GiorgosThymis, Tesalónica, Grecia, en 2008.
- Segundo premio en el Concurso Internacional de Piano Silvio Bengalli, Val Tidone, Italia, en 2009.
- Primer Premio en el XXXIV Concurso Internacional de Piano Delia Steinberg, Madrid, España, en 2015.[3]